# معركة خليج عمان
معركة خليج عمان كانت معركة بحرية بين أسطول حربي بحري برتغالي كبير، بقيادة الدوم فرناندو دي مينيسيس والأسطول الهندي العثماني بقيادة سيدي علي ريس. كانت الحملة بمثابة فشل كارثي للعثمانيين الذين فقدوا كل سفنهم.

## الخلفية
منذ حصار ديو في 1538 كانت الدولة العثمانية تحاول مواجهة النفوذ البرتغالي في المحيط الهندي. وفي سنة 1552 قاد أمير البحر العثماني بيري ريس عددا من الحملات حول شبه الجزيرة العربية ضد البرتغاليين، والتي حققت نجاح محدود. لاحقا حل محله مراد ريس فقاد أيضا حملة فاشلة ضد البرتغاليين في نفس العام.
وفي ديسمبر 1553/ محرم 961هـ رشح السطان العثماني سليمان خان القائد البحري التونسي سيدي علي بك بن حسين ريس ليكون أمير (ريس) على القوات البحرية العثمانية المتمركزة في البصرة بدلا من الريس مراد. وأمره بنقل السفن إلى السويس لتحسين امواجهة ومحاربة البرتغاليين، وكان ذلك يعني الإبحار من خلال المياه التي يسيطر عليها البرتغالين في الخليج العربي. فقدم سيدي علي البصرة أواخر يناير 1554م/صفر 961هـ، حيث قضى 5 أشهر محاولًا إصلاح ماأمكنه من السفن المعطوبة، وبعدها أرسل والي البصرة شخصا ماهر في علم البحار إسمه شريفي باشا في فرقاطة يستكشف سواحل جزيرة هرمز، وبعد أن أمضى شهرًا في فرقاطته يستكشف الجزيرة لم يجد سوى أربع بوارج موسمية، فعاد إلى البصرة بتلك المعلومات.
ولكن قبلها في فبراير 1554 أرسل البرتغاليون من غوا ستة سفن شراعية «غليون» وستة سفن كارافيل و 25 سفينة «فوستا» (سفن ضيقة وخفيفة وسريعة للمياه الضحلة)، و 1200 جندي برتغالي تحت قيادة دوم فرناندو دي مينيسيس ابن نائب الملك، وكلف بحصار مدخل البحر الأحمر وجمع المعلومات عن أي تحركات عثمانية. وخلال شهر مارس لم يشاهد البرتغاليون أي سفينة تجارية تعبر باب المندب، وذلك لأن وجود الأسطول البرتغالي لم يشجع على قيام أي رحلات تجارية في ذلك الموسم. وفي أبريل أبحرت البعثة إلى مسقط حيث ترك جزء من الأسطول (تفاديا لموسم الرياح الموسمية) في حين أخذ دوم فرناندو السفن الشراعية، وغاليون والعديد من السفن التجارية إلى هرمز ليحل محل الدوم «أنتاو دي نورونها» مع «برنارديم دي سوزا» ليكون قائد لتلك القلعة. عندما بدأت الرياح الغربية تهب في يوليو، أعيد الغاليون وأرسل دوم فرناندو 3 مراكب صغيرة من الصيادين المحليين لاكتشاف شط العرب عن أي سفن تركية. وأبلغت المراكب البرتغاليين بأن مراد بيك (مراد ريس) قد حل محله (سيدي علي)، وهو على وشك الإبحار إلى السويس ب 15 سفينة.

## المعركة
أبحر علي ريس بتاريخ 1 يوليو 1554م/1 شعبان 961هـ بإسطوله من شط العرب إلى هرمز ومتجها نحو مصر مصحوبا بفرقاطة شريفي باشا، وفي الطريق مر بعبدان وبوشهر وبندر سيراف وسواحل بر فارس، وعند وصوله هرمز أرسل رسالة مع شريفي باشا إلى مصطفى باشا والي البصرة يطمئنه فيها على سلامة عبورهم مضيق هرمز ولكن جرى تنبيه القوات البرتغالية في مسقط على الفور بتحرك الأتراك وأبحروا إلى رأس مسندم لمقابلتهم. أبحرت السفن البرتغالية ذات المجاديف في المقدمة، تلتها السفن الشراعية الثقيلة. وعبر العثمانيون الرأس وهم تحت أعين الرصد يبحرون ضد الريح في تشكيل عمود.

### الحيلة التركية
وعند وصوله خور فكان يوم 9 أغسطس/10 رمضان تعرض الإسطول العثماني لكمين من سفن برتغالية، فأمر سيدي علي أسطوله بالحفاظ على التشكيل، والإبحار ضد الرياح نحو البرتغالين. وعندما أقترب منهم، بدأ قصف سفن «الفوستا» البرتغالية التي كانت في المقدمة وكذلك سفينة الغاليون «سانتا كروز» والتي تبادل القصف مع سفن القيادة العثمانية. في اللحظة الأخيرة أمر سيدي علي ريس جميع سفنه أن تتحول في نفس الوقت إلى الميمنة باتجاه البر، وبالتالي تجنب السفن البرتغالية، والتي تكون غير قادرة على المطاردة بسبب اتجاه الرياح. نجح العثمانيون في التغلب على لقاء غير مرغوب فيه مع البرتغاليين وهم الآن في طريقهم نحو مسقط.

### المناورة البرتغالية
على آثر المفاجأة، أجتمع القادة البرتغاليون على متن السفينة «ساو ماتيوس» لمناقشة كيفية اللحاق بالمراكب التركية. وقدم أحد القباطان البرتغالين من ذوي الخبرة اقتراحا، بأن الرياح الشرقية على الساحل الفارسي، سوف تسمح لهم بالعودة بسرعة إلى الساحل العماني قبل الأتراك. أبحر الأسطول البرتغالي شمالا ثم شرقا وعاد بعد بضعة أيام إلى مسقط حيث وصلتهم أحبار تفيد بأن الأتراك مازالوا هناك ولم يبحروا بعد.
في هذه الأثناء، أعتقد الأتراك بأنهم بالتأكيد قد تركوا البرتغاليين خلفهم، تقدم الأتراك ببطء ضد الريح، من أجل إعطاء الراحة للمجدفين، بينما كانت تتبعهم من بعد سفن التجديف البرتغالية.

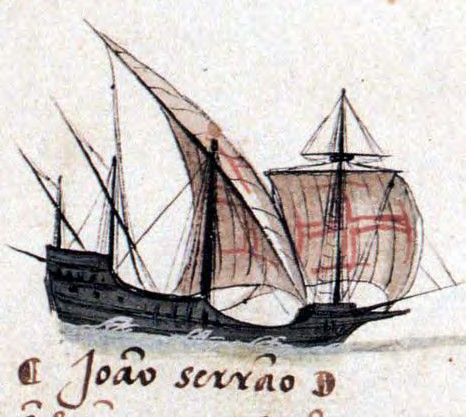
سفن كارافيل البرتغالية، كانت أثقل وأكثر ملاءمة للقتال البحري.

انتظر البرتغاليون لمدة يومين أو ثلاثة أيام في مسقط قبل أن يلتقي الأسطول التركي بالقرب من رأس سوادي. وفي صباح يوم 25 أغسطس/26 رمضان، رأى الأتراك مرة أخرى نفس الأسطول والذي أعتقد سيدي علي ريس أنه قد تخطاه قبل عدة أيام.

### الصدام
كانت الرياح الغربية قد أصبحت أكثر ملاءمة للبرتغاليين، ولكن لأن الأتراك أبحروا على مقربة من الشاطئ وأشرعة سفنهم إلى الأسفل، مما منع البرتغالين من رؤيتها من مسافة قصيرة. ونتيجة لذلك، لم يتمكنوا من المناورة في الوقت المناسب لمنع عدد قليل من السفن العثمانية من الإبحار قبلهم.
كانت السفينة البرتغالية «ساو ماتيوس» هي السفينة الأقرب إلى الشاطئ، وكانت تملك أفضل وضع لاعتراض السفن التركية، ومع ذلك فأنها لم تكن قادرة للوصول إليها، فقامت بخفض المرساة وبذات على الفور بقصف الأسطول العثماني. وعلى آثر القصف البرتغالي تراجعت تسعة سفن عثمانية، ولكن السفينة العاشرة أصيبت بقذيفة كبيرة. حيث قتل العديد من الرجال وانحرفت فجأة، وعرقلة مسار السفن التي كانت تليها، ثم اشتعلت وتوقفت في مكانها. وقد بدأت سفن «كارافيل» البرتغالية، هي السفن الأكثر مرونة في الأسطول، حيث قامت بالمناورة بكامل سرعة الإبحار للاشتباك والدخول في المعركة. وكانت سفينة «كارافيل» من دوم جيرونيمو دي كاستيلو برانكو هي أول من ضربت بقوة وتصارعت مع اثنتين من السفن، والقت عليها عدد كبير من قنابل النار الطينية قبل الصعود إليها. وقد قفز العديد من البحارة والجنود الأتراك إلى البحر، وبقوا في حالة من الفوضى، حيث تم قتلهم بواسطة سفن المياه الضحلة البرتغالية الفوستا. وصل عدد آخر من المراكب البراتغالية وقاموا بالهجوم على بقية السفن العثمانية، التي استسلمت بعد نصف ساعة من المقاومة.
في هذه الأثناء قرر سيدي علي ريس التوجه شرقا عبر بحر العرب إلى سلطنة غوجارات مع ماتبقى من الأسطول، على أمل التملص من البرتغاليين بأسرع وقت ممكن. فأمر الدوم فرناندو دي مينيسيس الدوم جيرونيمو و كارافيلز بملاحقتهم.

## الآثار
استولى البرتغاليون على السفن العثمانية وعلى 47 مدفع برونزي، أخذوه إلى مسقط حيث قاموا باحتفالات.
في نهاية المطاف، وصل سيدي علي ريس إلى ولاية غوجارات، واضطر لدخول ميناء سورات من قبل سفن دوم جيرونيمو، وكان موضع ترحيب من قبل الحاكم الغوجاراتي. عندما عرف نائب الملك البرتغالي في غوا من وجودهم في الهند، أرسل اثنتين من السفن الشراعية و 30 سفينة حربية إلى المدينة في 10 أكتوبر، للضغط على الحاكم لتسليم الأتراك. ولم يقم الحاكم بتسليمهم ولكنهم اقترحوا تدمير سفنهم حيث وافق عليها البرتغاليون على ذلك. في وقت لاحق، قضى سيدي علي ريس رحلة أستمرت لأكثر من سنتين قبل أن يعود في النهاية إلى القسطنطينية برا، بعد أن كتب عن الأراضي التي مر بها خلال الرحلة في كتابه مرآة الممالك. ولم يدرك سيدي علي أبدًا أن الأسطول الذي واجهه في 10 أغسطس هو نفس الأسطول الذي واجهه في 25 أغسطس.